# Augusto Valqui Malpica
Augusto Raúl Valqui Malpica (Perú, 9 de octubre de 1948) es un economista y político peruano. Fue ministro de Transportes y Comunicaciones del Perú durante el gobierno de Manuel Merino, desde el 12 hasta el 17 de noviembre del 2020, y en el primer gobierno de Alan García, desde mayo hasta julio de 1990.

## Biografía
Nació el 9 de octubre de 1948.
Estudió la carrera de Ciencias Económicas y Financieras en la Universidad Nacional Federico Villarreal, donde logró graduarse como economista.
De enero de 1986 a abril de 1989 se desempeñó como  presidente de Directorio de la Corporación Peruana de Aeropuertos y Aviación Comercial - CORPAC. A lo largo de su carrera profesional, también ha liderado diversos negocios relacionados al rubro de la seguridad privada. Además, desde 1981 ha sido presidente del directorio de Convisa, empresa de seguridad privada, además de accionista y director en varias empresas no especificadas.

## Carrera política
Incursionó en la política como militante del Partido Aprista Peruano liderado por Víctor Raúl Haya de la Torre.

### Ministro de Transportes y Comunicaciones
El 9 de mayo de 1990, Augusto Valqui fue nombrado como ministro de Transportes y Comunicaciones por el presidente Alan García en su primer gobierno, en reemplazo de Oswaldo Morán Márquez.
Permaneció en el cargo hasta el final del primer gobierno aprista el 28 de julio del mismo año y fue reemplazado por Eduardo Toledo Gonzáles en el gobierno de Alberto Fujimori.
Postuló al Congreso de la República en las elecciones parlamentarias del año 2000 y también a la vicepresidencia del Gobierno Regional del Callao en las elecciones regionales del año 2002.
El 12 de noviembre del 2020, Valqui volvió a ser nombrado como ministro de Transportes y Comunicaciones bajo el gobierno del presidente Manuel Merino en el gabinete ministerial presidido por Ántero Flores-Aráoz.
Su nombramiento fue polémico debido a que Valqui habría otorgado una concesión por 20 años a la empresa PANGEACO S.A.C., empresa administrada por Telefónica del Perú, para la prestación de los servicios públicos de telecomunicaciones en el área que comprende todo el territorio de la República.
Augusto Valqui permaneció en el cargo hasta el 17 de noviembre del mismo, fecha en la que se vio obligado a renunciar tras la caída del gobierno de Merino y luego la asunción interina de Francisco Sagasti.